# Goldberger Adolf
Goldberger Adolf (Pest, 1805. – Budapest, 1887. június 19.) orvosdoktor.

## Élete
1830-ban Bécsben nyert orvosdoktori oklevelet, azután gyakorlóorvosként működött Pesten. 1843. október 14-én a Budapesti Királyi Orvosegyesület rendes tagjává választották. Elhunyt 1887. június 19-én délután négy és fél órakor, életének 82., orvosi pályafutásának 58. évében. Örök nyugalomra helyezték a Fiumei úti sírkertben 1887. június 21-én.

## Munkája
- Dissertatio inaug. medico-pharm. de auro ejusque praeparatis. Vindobonae, 1830.